# Dole (Metlika, Slovenija)
Dole je naselje u slovenskoj Općini Metliki. Dole se nalazi u pokrajini Dolenjskoj i statističkoj regiji Jugoistočnoj Sloveniji. 

## Stanovništvo
Prema popisu stanovništva iz 2002. godine naselje je imalo 43 stanovnika.